# Informationsfunktion (Rechnungswesen)
Die Informationsfunktion im Rechnungswesen ist eine Funktion der deutschen Rechnungslegung und dient dem Ziel der Informationsvermittlung.

## Die Informationsfunktion beim Jahresabschluss nach den GoB
Die Informationsfunktion hat beim deutschen Jahresabschluss nur eine nachrangige Bedeutung hinter der vorrangigen Ausschüttungsbemessungsfunktion.

### Abkopplungsthese
Die Informationsfunktion beim Jahresabschluss unterliegt der Abkopplungsthese; aufgrund der Anwendung der Grundsätze ordnungsmäßiger Buchführung bei der Erstellung des Jahresabschlusses ist es möglich, dass dieser nicht mehr in der Lage ist, ein präzises Bild der Finanz-, Vermögens- und/oder Ertragslage des Unternehmens zu zeichnen. § 264  HGB fordert für diesen Fall zusätzliche Angaben. Somit wird die Informationsvermittlung abgekoppelt und v. a. durch den Anhang erfüllt, während der Hauptbestandteil des Jahresabschlusses, die Bilanz und die Gewinn- und Verlustrechnung, dem Zweck der Ausschüttungsbemessungsfunktion und der Gewinnanspruchsermittlung dient.

### Ziele der Informationsfunktion
Neben der Erfüllung des Informationsgebots des § 264 HGB und des Ausgleichs der Informationsdefizite des restlichen Jahresabschlusses durch den Anhang hat die Informationsfunktion den Zweck, einen Mindesteinblick in die Unternehmensgeschäfte zur Information des Unternehmens (Selbstinformation) selbst sowie beliebiger Dritter zu gewährleisten. Die Selbstinformation des Unternehmens über interne Vorgänge und die Unternehmensgeschäfte ist vorrangig Gegenstand des internen Rechnungswesens.
Dieser Mindesteinblick wird durch § 286 HGB begrenzt. Faktoren, die zu einer Begrenzung der Angaben bzw. der Berichterstattung führen (können), sind u. a.:
- das Wohl der Bundesrepublik Deutschland oder eines seiner Länder (§ 286 Abs. 1 HGB)
- die Eignung der Angaben, dem Unternehmen oder einem Unternehmen, das mindestens 20 % der Anteile am Unternehmen besitzt, „einen erheblichen Nachteil zuzufügen“ (§ 286 Abs. 2 HGB)

## Die Informationsfunktion beim Jahresabschluss nach IFRS
Alle kaufmännischen Unternehmen in Deutschland haben nach § 242  HGB und der dort genehmigten Ausnahmen (insbesondere § 242  Abs. 4 HGB) einen Jahresabschluss nach GoB aufzustellen. Dementsprechend erfüllt ein IFRS-Einzelabschluss lediglich einen Publizitätszweck und somit eventuell auch die Informationsfunktion (§ 325  Abs. 2a HGB). Da die GoB jedoch für die Ausschüttungsbemessungsfunktion maßgeblich sind, ist dennoch ein Jahresabschluss nach GoB aufzustellen.

## Die Informationsfunktion beim Konzernabschluss
Der Konzernabschluss hat nur Informationsfunktion. Die Erfüllung dieser Informationsfunktion kann entweder nach den GoB oder den IFRS erfolgen; theoretisch wäre auch eine Erfüllung nur nach den IFRS denkbar.

### Erfüllung der Informationsfunktion beim Konzernabschluss unter Anwendung der GoB
Beim Konzernabschluss nicht kapitalmarktorientierter Unternehmen wird die Informationsfunktion mithilfe der GoB erfüllt.

### Erfüllung der Informationsfunktion beim Konzernabschluss unter Anwendung der IFRS
Die IFRS sind gemäß der Verordnung Nr. 1606/2002 des Europäischen Parlaments und des Rates vom 19. Juli 2002 betreffend die Anwendung internationaler Rechnungslegungsstandards (sog. IAS-Verordnung) für kapitalmarktorientierte Unternehmen maßgeblich, so dass diese zwingend einen Konzernabschluss nach IFRS erstellen müssen. Hier wird die Informationsfunktion mithilfe der IFRS erfüllt.
Nicht kapitalmarktorientierte Unternehmen haben ein Wahlrecht nach § 315a  Abs. 3 HGB. Danach können sie zwischen einem Konzernabschluss nach GoB oder nach IFRS wählen. Die Wahl der IFRS befreit das nicht kapitalmarktorientierte Unternehmen von der Pflicht, beim Konzernabschluss die GoB anzuwenden.